# Kompanieführungsgruppe

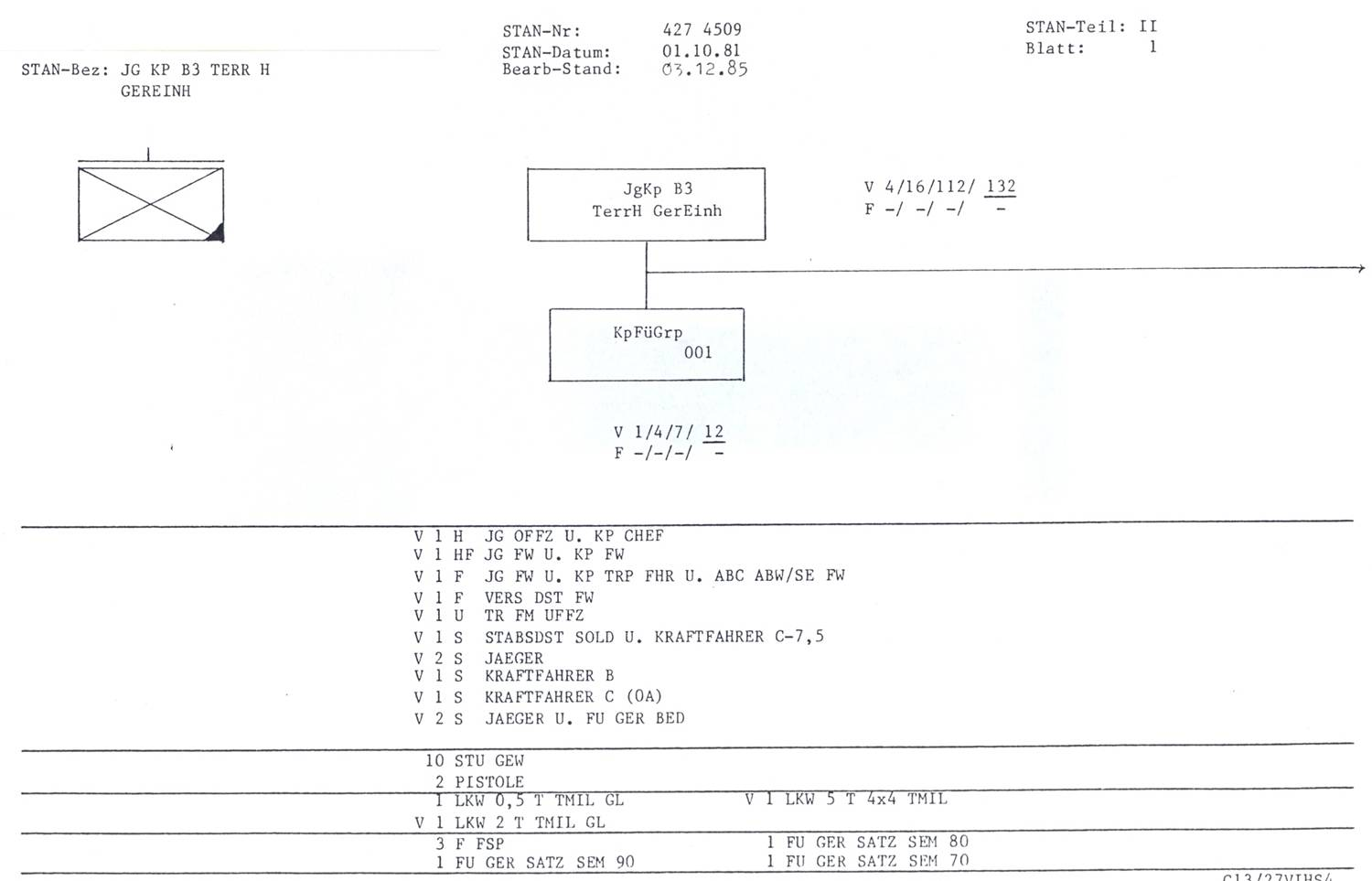
Stärke- und Ausstattungsnachweisung einer Kompanieführungsgruppe

Die Kompanieführungsgruppe (Batterieführungsgruppe bei der Artillerietruppe und der ehemaligen Heeresflugabwehrtruppe) ist eine Teileinheit in Kompanien und Batterien des Heeres der Bundeswehr. Sie wird gewöhnlich aus Kompaniefeldwebeltrupp und Kompanietrupp mit dem Kompanietruppführer als taktischem Gehilfen des Kompaniechefs gebildet und vom Kompaniefeldwebel (Batteriefeldwebel) geführt. Grundsätzlich gehört noch der Kompanieversorgungstrupp mit dem Materialbewirtschaftungsfeldwebel dazu. Je nach Truppengattung und Auftrag können ihr weitere Trupps wie Fernmeldetrupp, Sanitätstrupp, Wartungstrupp und andere angegliedert sein.
Der Kraftfahrzeuggruppenführer (KfzGrpFhr) war früher, bevor die Fahrzeuge vom BwFuhrparkService übernommen wurden, für den „Fuhrpark“ der Kompanieführungsgruppe verantwortlich. Er war im Dienstgrad Unteroffizier/Stabsunteroffizier. 
Zu seinen Aufgaben gehörte die Planung von Militärkraftfahrern und Fahrzeugen für Fahrten für die Kompanie (Personenbeförderung/Materialtransport), Schreiben/Prüfen/Verwalten von Fahraufträgen und das Durchführen von Einweisungs- und Überprüfungsfahrten auf geländegängigen Kleinfahrzeugen wie auch Fahrzeugen mit mehr als fünf Sitzplätzen (z. B. Mercedes G-Klasse 250GD, Volkswagen T4 8-Sitzer).
In der Kompanieführungsgruppe sind gewöhnlich alle Soldaten der Kompanie, mit Ausnahme des Kompaniechefs, zusammengefasst, die keiner anderen Teileinheit zur Erfüllung des Hauptauftrages der Einheit zugeordnet sind. Sie hat den Auftrag, den Kompaniechef bei allen anfallenden Aufgaben zu unterstützen (Führungsunterstützung). Dazu gehören neben Aufrechterhaltung der Verbindung zu vorgesetzten Dienststellen, Abteilungen des Stabes und zuständigen logistischen Einheiten oder Teileinheiten auch Fragen der Organisation des täglichen Dienstes.
Auch bei den über- (Bataillon) und untergeordneten (Zug) Organisationseinheiten gibt es eine entsprechende Führungsunterstützungseinheit. 

## Geschichte
Die Kompanieführungsgruppe wurde zwar erst in der Reichswehr (1919–1934) eingeführt, fußt aber auf der jahrhundertealten Tradition der Selbstständigkeit von Kompanien, der auch der Führer einer Kompanie wie der des Regiments den Titel Chef statt Kommandeur verdankt. Vor der Reichswehr wurden die Aufgaben der Kompanieführungsgruppe vom Kompaniefeldwebel mit den ihm unmittelbar vom Kompaniechef zugeteilten Gehilfen und einigen etatmäßigen (im Militärhaushalt zu diesem Zweck bestimmten) Unteroffizieren wahrgenommen. In erster Linie waren das die so genannten Kompaniehandwerker, die sich um Pflege und Instandhaltung der Uniformen und Ausrüstung zu kümmern hatten. Als etatmäßige Unteroffiziere gehörten dazu der dem heutigen Versorgungsunteroffizier vergleichbare Capitain d'armes (im damaligen Militärjargon Kappendarm) und der Schießunteroffizier, der sich um die Schießausbildung zu kümmern hatte.